# Ebolavirus Zaire
Este artículo trata sobre la cepa de ebolavirus Zaire. Para el género, véase Ebolavirus. Para la enfermedad, véase Enfermedad por el virus del Ébola. Para otros usos, véase Ébola (desambiguación).
El ebolavirus Zaire, más comúnmente conocido como virus del Ébola (/iˈboʊlə, ɪ-/; EBOV), es una de las seis especies conocidas del género Ebolavirus. Cuatro de los seis ebolavirus conocidos, incluido el EBOV, causan una fiebre hemorrágica grave y a menudo mortal en humanos y otros mamíferos, conocida como enfermedad por el virus del Ébola (EVE). El virus del Ébola ha causado la mayoría de las muertes humanas por EVE, y fue la causa de la epidemia de 2013-2016 en África occidental, que provocó al menos 28.646 casos sospechosos y 11.323 muertes confirmadas.
El virus del Ébola y su género recibieron originalmente el nombre de Zaire (actual República Democrática del Congo), el país donde se describió por primera vez, y al principio se sospechó que era una nueva "cepa" del virus de Marburgo, estrechamente relacionado con él. El virus pasó a llamarse "virus del Ébola" en 2010 para evitar confusiones. El virus del Ébola es el único miembro de la especie Zaire ebolavirus, que se asigna al género Ebolavirus, familia Filoviridae, orden Mononegavirales. Los miembros de la especie se denominan ebolavirus Zaire. Se cree que el reservorio natural del virus del Ébola son los murciélagos, sobre todo los frugívoros, y se transmite principalmente entre humanos y de animales a humanos a través de fluidos corporales.
El genoma del EBOV es un ARN monocatenario de aproximadamente 19.000 nucleótidos de longitud. Codifica siete proteínas estructurales: nucleoproteína (NP), cofactor de la polimerasa (VP35), (VP40), GP, activador de la transcripción (VP30), VP24 y ARN polimerasa dependiente de ARN (L).
Debido a su alta tasa de letalidad (entre el 83 y el 90%), el EBOV también está clasificado como agente selecto, patógeno del grupo de riesgo 4 de la Organización Mundial de la Salud (que requiere un nivel de contención equivalente al nivel 4 de bioseguridad), patógeno prioritario de categoría A de los Institutos Nacionales de Salud e Instituto Nacional de Alergias y Enfermedades Infecciosas de EE. UU., agente bioterrorista de categoría A de los Centros para el Control y la Prevención de Enfermedades de EE.UU. y agente biológico para el control de las exportaciones por el Grupo Australia.

## Estructura

Árbol filogenético que compara los ebolavirus y los marburgvirus. Los números indican el porcentaje de confianza de las ramas.

El EBOV transporta un genoma de ARN de sentido negativo en viriones que son cilíndricos/tubulares y contienen componentes de la envoltura viral, la matriz y la nucleocápside. En general, los cilindros tienen un diámetro aproximado de 80 nm y una glicoproteína (GP) codificada por el virus que se proyecta en forma de espigas de 7-10 nm de longitud desde su superficie de bicapa lipídica. Los cilindros tienen una longitud variable, normalmente de 800 nm, pero a veces de hasta 1000 nm. La envoltura viral externa del virión se obtiene por gemación a partir de dominios de la membrana de la célula huésped en los que se han insertado los picos de GP durante su biosíntesis. Las moléculas individuales de GP aparecen con espaciamientos de unos 10 nm. Las proteínas virales VP40 y VP24 se encuentran entre la envoltura y la nucleocápside (véase a continuación), en el espacio de la matriz. En el centro de la estructura del virión se encuentra la nucleocápside, que se compone de una serie de proteínas virales unidas a un ARN lineal de 18-19 kb, de sentido negativo, sin poliadenilación 3′ ni recubrimiento 5′ (véase a continuación); el ARN está enrollado helicoidalmente y acomplejado con las proteínas NP, VP35, VP30 y L; esta hélice tiene un diámetro de 80 nm.
La forma general de los viriones tras su purificación y visualización (por ejemplo, mediante ultracentrifugación y microscopía electrónica, respectivamente) varía considerablemente; los cilindros simples son mucho menos frecuentes que las estructuras que muestran una dirección invertida, ramificaciones y bucles (por ejemplo, en forma de U, de cayado de pastor, de 9 o de perno ocular, u otras o con apariencia circular/enrollada),cuyo origen puede estar en las técnicas de laboratorio aplicadas. La estructura en forma de "hilo" es una característica morfológica más general de los filovirus (junto con su envoltura vírica decorada con GP, la nucleocápside de ARN, etc.).

## Genoma

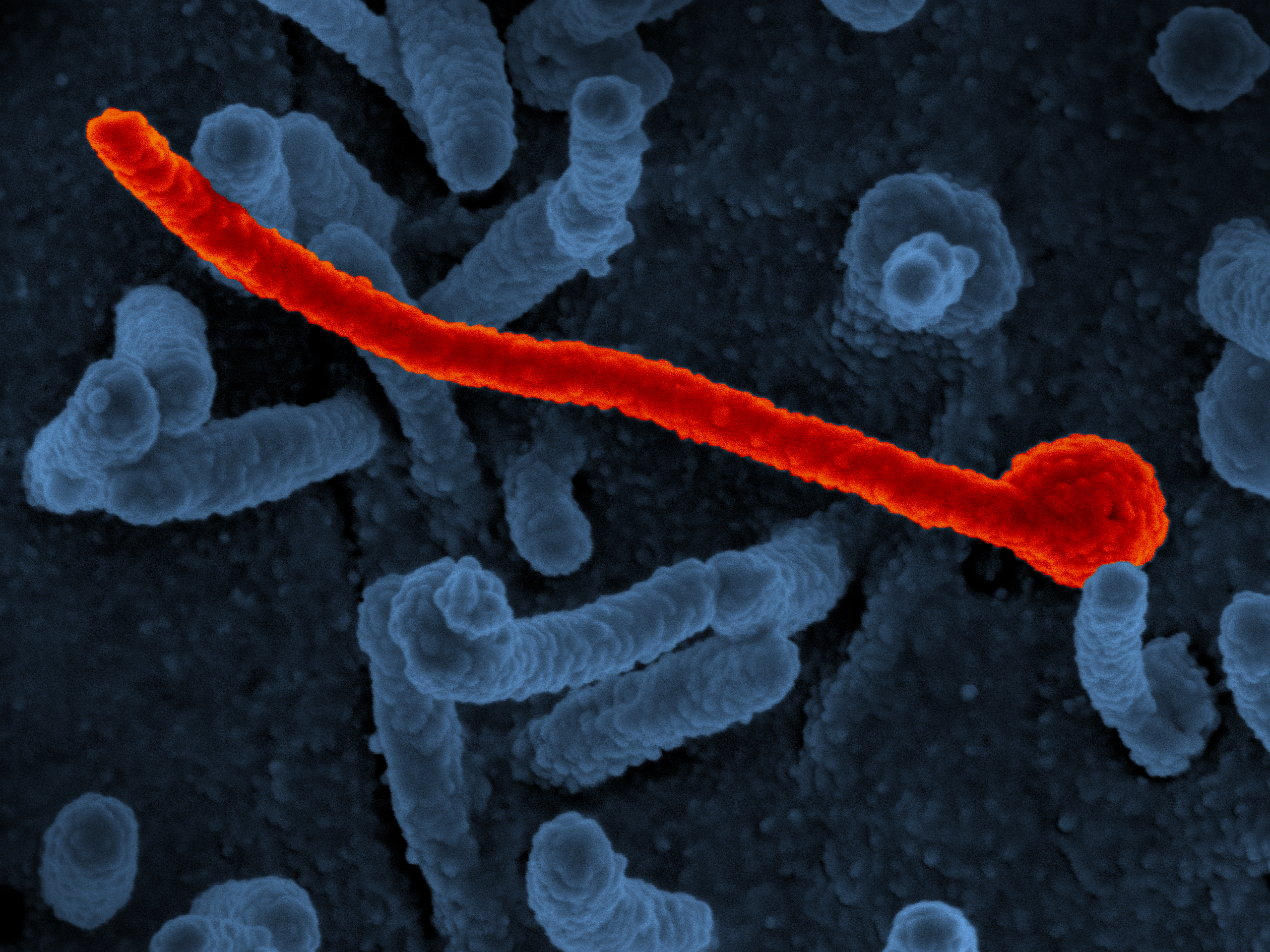
Micrografía electrónica de barrido coloreada del virus

Cada virión contiene una molécula de ARN lineal, monocatenario, de sentido negativo, de 18.959 a 18.961 nucleótidos de longitud. El extremo 3′ no está poliadenilado y el extremo 5′ no está capado. Este genoma viral codifica siete proteínas estructurales y una proteína no estructural. El orden de los genes es 3′ - líder - NP - VP35 - VP40 - GP/sGP - VP30 - VP24 - L - remolque - 5′; siendo el líder y el remolque regiones no transcritas, que llevan señales importantes para controlar la transcripción, replicación y empaquetamiento de los genomas virales en nuevos viriones. Se han identificado secciones de los genes NP, VP35 y L de filovirus como endógenos en los genomas de varios grupos de pequeños mamíferos.
Se descubrió que 472 nucleótidos del extremo 3' y 731 nucleótidos del extremo 5' son suficientes para la replicación de un "minigenoma" vírico, aunque no suficientes para la infección. La secuenciación vírica de 78 pacientes con enfermedad por el virus del Ébola confirmada, que representan más del 70% de los casos diagnosticados en Sierra Leona desde finales de mayo hasta mediados de junio de 2014, aportó pruebas de que el brote de 2014 ya no se alimentaba de nuevos contactos con su reservorio natural. Gracias a la tecnología de secuenciación de tercera generación, los investigadores pudieron secuenciar muestras en tan solo 48 horas. Al igual que otros virus de ARN, el virus del Ébola muta rápidamente, tanto dentro de una persona durante la progresión de la enfermedad como en el reservorio entre la población humana local. La tasa de mutación observada de 2,0 x 10-3 sustituciones por sitio y por año, haciéndola tan rápida como la de la gripe estacional.
| Símbolo | Nombre                                    | UniProt | Función |
| ------- | ----------------------------------------- | ------- | --- |
| NP      | Nucleoproteína                            | P18272  | Envuelve el genoma para protegerlo de las nucleasas y de la inmunidad innata.                                        |
| VP35    | Cofactor de la polimerasa VP35            | Q05127  | Cofactor de la polimerasa; suprime la inmunidad innata al unirse al ARN.                                             |
| VP40    | Proteína matriz VP40                      | Q05128  | Matriz |
| GP      | Glicoproteína envolvente                  | Q05320  | Fraccionada por la furina del huésped en GP1/2 para formar una envoltura con picos. También produce GP como señuelo. |
| sGP     | Glicoproteína pre-pequeña/secretada       | P60170  | Comparte ORF con GP. Desdoblado por la furina del huésped en sGP (antiinflamatorio) y péptido delta (viroporina).    |
| ssGP    | Glicoproteína secretada superpequeña      | Q9YMG2  | Comparte ORF con GP; creado por edición de ARNm. Función desconocida.                                                |
| VP30    | Proteína hexamérica de dedos de zinc VP30 | Q05323  | Activador transcripcional                                                                                            |
| VP24    | Proteína VP24 asociada a la membrana      | Q05322  | Bloquea la señalización de IFN-alfa/beta e IFN-gamma                                                                 |
| L       | ARN polimerasa L dirigida por ARN         | Q05318  | ARN replicasa |

## Entrada

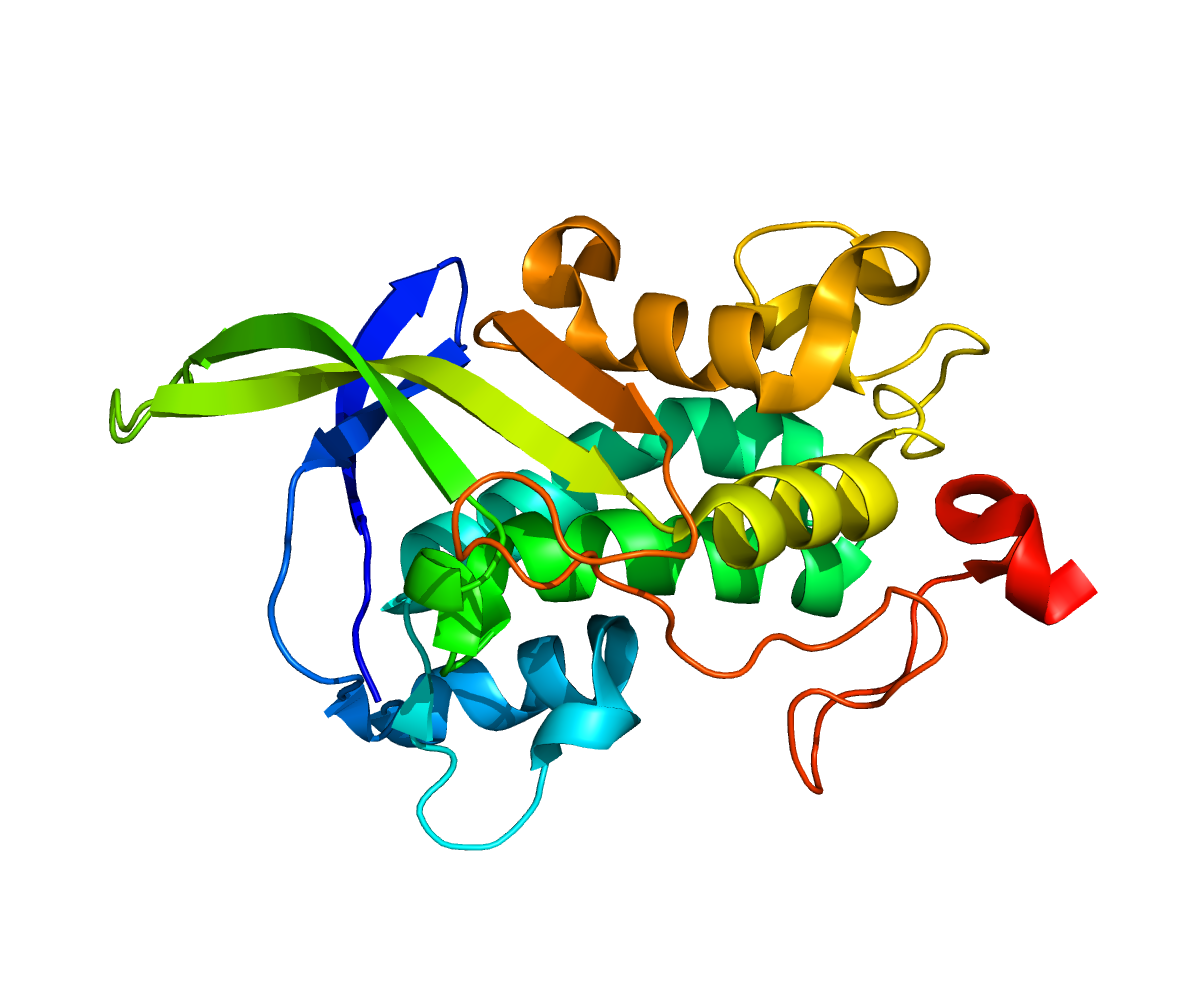
NPC1

Hay dos candidatos a proteínas de entrada en la célula huésped. La primera es una proteína transportadora de colesterol, la Niemann-Pick C1 (NPC1) codificada por el huésped, que parece ser esencial para la entrada de los viriones del Ébola en la célula huésped y para su replicación final. En un estudio, los ratones a los que se les eliminó una copia del gen NPC1 mostraron una tasa de supervivencia del 80% quince días después de la exposición al virus del Ébola adaptado a ratones, mientras que sólo el 10% de los ratones no modificados sobrevivieron tanto tiempo. En otro estudio, se demostró que pequeñas moléculas inhibían la infección por el virus del Ébola impidiendo que la glicoproteína de la envoltura vírica (GP) se uniera a la NPC1, por lo que se demostró que la NPC1 era fundamental para la entrada de este filovirus, ya que media en la infección al unirse directamente a la GP vírica.
Cuando se expusieron células de personas con Niemann-Pick tipo C que carecían de este transportador al virus del Ébola en el laboratorio, las células sobrevivieron y parecieron impermeables al virus, lo que indica que el Ébola depende del NPC1 para entrar en las células; se conjeturó que las mutaciones en el gen NPC1 en humanos podrían hacer que algunas personas fueran resistentes a esta enfermedad vírica mortal. Los mismos estudios describieron resultados similares en relación con el papel de NPC1 en la entrada del virus de Marburgo, un filovirus relacionado. Otro estudio también ha presentado pruebas de que NPC1 es el receptor crítico que media la infección por Ébola a través de su unión directa a la GP viral, y que es el segundo dominio "lisosomal" de NPC1 el que media esta unión.
El segundo candidato es TIM-1 (también conocido como HAVCR1). Se demostró que TIM-1 se une al dominio de unión al receptor de la glicoproteína del EBOV, para aumentar la receptividad de las células Vero. El silenciamiento de su efecto con siRNA impidió la infección de las células Vero. TIM1 se expresa en tejidos que se sabe que se ven gravemente afectados por la lisis del EBOV (tráquea, córnea y conjuntiva). Un anticuerpo monoclonal contra el dominio IgV de TIM-1, ARD5, bloqueó la unión y la infección por EBOV. En conjunto, estos estudios sugieren que NPC1 y TIM-1 pueden ser posibles dianas terapéuticas para un medicamento antiviral contra el Ébola y como base para un ensayo de diagnóstico rápido de campo.

## Replicación

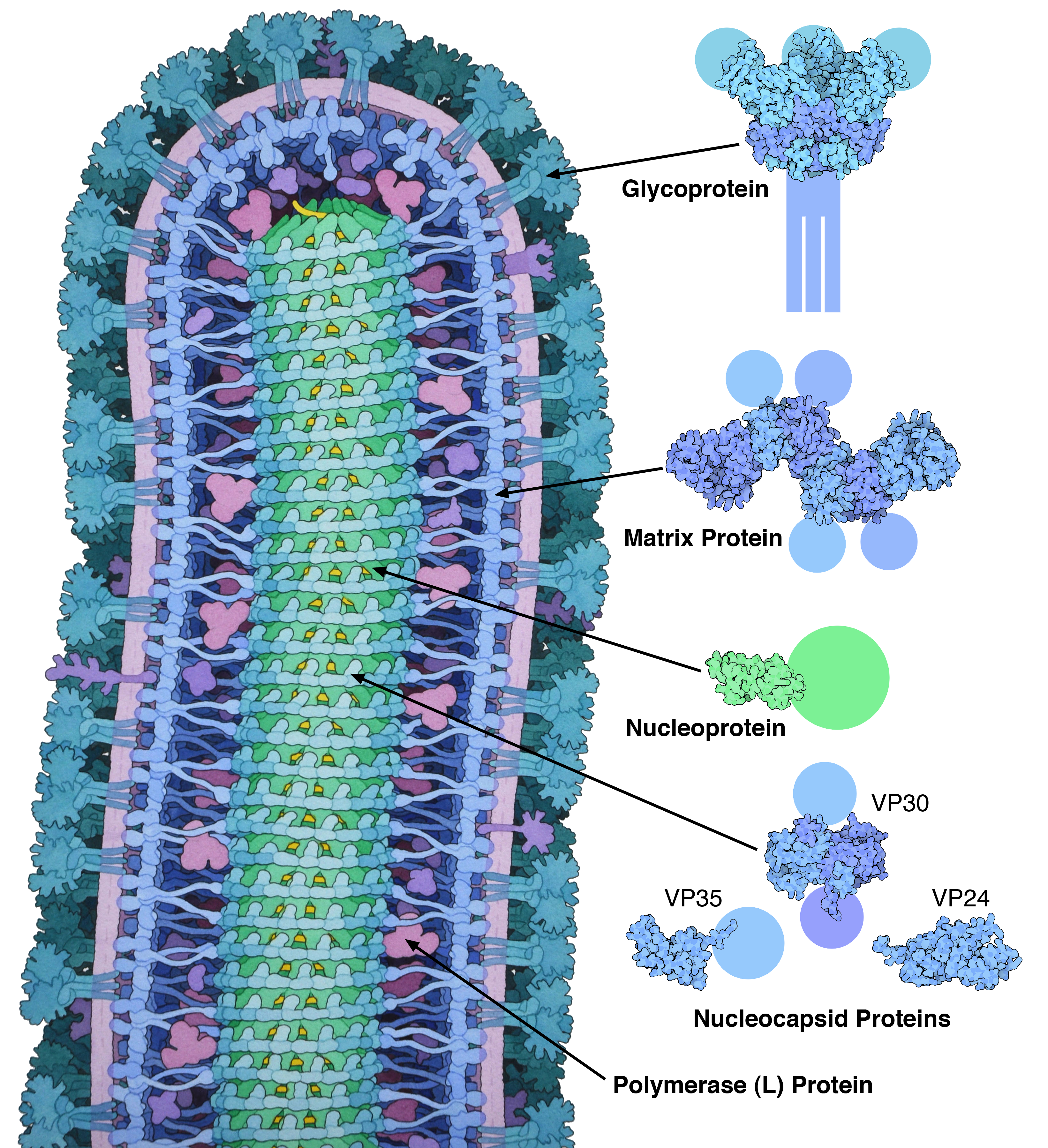
Dibujo transversal de la partícula del virus del Ébola, con las estructuras de las principales proteínas mostradas y etiquetadas a los lados. Los círculos pálidos representan dominios demasiado flexibles para ser observados en la estructura experimental. Dibujado por David Goodsell a partir de los archivos PDB 3csy, 4ldd, 4qb0, 3vne, 3fke y 2i8b.

Al ser acelulares, los virus como el Ébola no se replican mediante ningún tipo de división celular, sino que utilizan una combinación de enzimas codificadas por el huésped y por el virus, junto con estructuras de la célula huésped, para producir múltiples copias de sí mismos. Éstas se autoensamblan en estructuras macromoleculares virales en la célula huésped. El virus completa una serie de pasos cuando infecta cada célula individual. El virus comienza su ataque adhiriéndose a los receptores del huésped a través del peplómero de superficie de la glicoproteína (GP) y es endocitado en macropinosomas en la célula huésped. Para penetrar en la célula, la membrana vírica se fusiona con la membrana de la vesícula y la nucleocápside se libera en el citoplasma. El ssRNA genómico de sentido negativo encapsidado se utiliza como molde para la síntesis (3'-5') de mRNAs monocistrónicos poliadenilados y, utilizando los ribosomas de la célula huésped, las moléculas de tRNA, etc., el mRNA se traduce en proteínas virales individuales.
Estas proteínas víricas se procesan: un precursor glicoproteico (GP0) se escinde en GP1 y GP2, que a continuación se glicosilan en gran medida utilizando enzimas y sustratos celulares. Estas dos moléculas se ensamblan, primero en heterodímeros y luego en trímeros para dar lugar a los peplómeros de superficie. El precursor de la glicoproteína secretada (sGP) se escinde en sGP y péptido delta, que se liberan de la célula. A medida que aumentan los niveles de proteína vírica, se produce un cambio de la traducción a la replicación. Utilizando el ARN genómico de sentido negativo como molde, se sintetiza un +ARNss complementario; éste se utiliza entonces como molde para la síntesis de un nuevo (-)ARNss genómico, que se encapsula rápidamente. Las nucleocápsidas recién formadas y las proteínas de la envoltura se asocian en la membrana plasmática de la célula huésped; se produce la gemación, que destruye la célula.

## Ecología
El virus del Ébola es un patógeno zoonótico. Los huéspedes intermediarios son "varias especies de murciélagos frugívoros... en toda África central y subsahariana". Se han detectado indicios de infección en murciélagos por medios moleculares y serológicos. Sin embargo, no se han aislado ebolavirus en murciélagos. Los huéspedes finales son los humanos y los grandes simios, infectados por contacto con murciélagos o a través de otros huéspedes finales. En Filipinas se han notificado casos de cerdos infectados por el virus Reston, por lo que es posible que existan otros huéspedes intermedios o amplificadores. Los brotes del virus del Ébola suelen producirse cuando las temperaturas son más bajas y la humedad más alta de lo habitual en África. Incluso después de que una persona se recupere de la fase aguda de la enfermedad, el virus del Ébola sobrevive durante meses en determinados órganos, como los ojos y los testículos.

## Enfermedad por el virus del Ébola
Artículo principal: Enfermedad por el virus del Ébola

El ebolavirus Zaire es uno de los cuatro ebolavirus que causan la enfermedad en humanos. Tiene la tasa de letalidad más alta de todos los ebolavirus, con una media del 83% desde los primeros brotes en 1976, aunque se registró una tasa de letalidad de hasta el 90% en un brote en la República del Congo entre diciembre de 2002 y abril de 2003. También ha habido más brotes de ebolavirus  Zaire que de cualquier otro ebolavirus. El primer brote se produjo el 26 de agosto de 1976 en Yambuku. El primer caso registrado fue el de Mabalo Lokela, un maestro de escuela de 44 años. Los síntomas parecían los de la malaria, y los siguientes pacientes recibieron quinina. La transmisión se atribuyó a la reutilización de agujas no esterilizadas y al contacto personal estrecho, los fluidos corporales y los lugares que ha tocado la persona. Durante el brote de ébola de 1976 en Zaire, Ngoy Mushola viajó de Bumba a Yambuku, donde registró la primera descripción clínica de la enfermedad en su diario:

La enfermedad se caracteriza por una temperatura elevada de unos 39 °C, hematemesis, diarrea con sangre, dolor abdominal retroesternal, postración con articulaciones "pesadas" y muerte de evolución rápida tras una media de tres días.
Desde la primera descripción clínica registrada de la enfermedad durante 1976 en Zaire, el reciente brote de Ébola que comenzó en marzo de 2014, además, alcanzó proporciones epidémicas y ha matado a más de 8000 personas hasta enero de 2015. Este brote se centró en África Occidental, una zona que hasta entonces no se había visto afectada por la enfermedad. El número de víctimas fue especialmente grave en tres países: Guinea, Liberia y Sierra Leona. También se notificaron algunos casos en países fuera de África Occidental, todos relacionados con viajeros internacionales que estuvieron expuestos en las regiones más afectadas y posteriormente mostraron síntomas de fiebre del Ébola tras llegar a sus destinos.
La gravedad de la enfermedad en los humanos varía ampliamente, desde una rápida letalidad hasta una enfermedad leve o incluso una respuesta asintomática. Los estudios de los brotes de finales del siglo XX no lograron encontrar una correlación entre la gravedad de la enfermedad y la naturaleza genética del virus. De ahí que se sospechara que la variabilidad en la gravedad de la enfermedad se correlacionaba con diferencias genéticas en las víctimas. Esto ha sido difícil de estudiar en modelos animales que responden al virus con fiebre hemorrágica de manera similar a los humanos, porque los modelos típicos de ratón no responden así, y no es fácil disponer del gran número necesario de sujetos de prueba apropiados. A finales de octubre de 2014, se publicó un estudio sobre la respuesta a una cepa de ebolavirus Zaire adaptada a ratones y presentada por una población de ratones genéticamente diversa que fue criada para tener una gama de respuestas al virus que incluye la mortalidad por fiebre hemorrágica.

### Vacuna
Artículo principal: Vacuna contra el ébola
En diciembre de 2016, un estudio determinó que la vacuna VSV-EBOV tenía una eficacia del 70-100% contra el virus del ébola Zaire (no contra el ebolavirus de Sudán), lo que la convirtió en la primera vacuna contra la enfermedad. VSV-EBOV fue aprobada por la Administración de Alimentos y Medicamentos de Estados Unidos en diciembre de 2019.

## Historia y nomenclatura

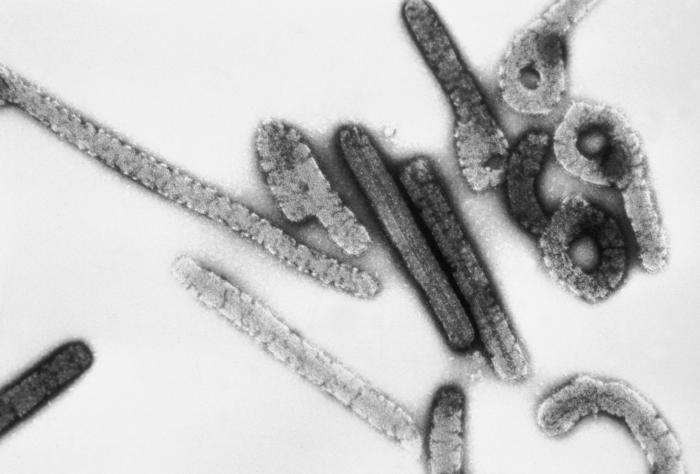
Virus de Marburgo

El virus del Ébola se identificó por primera vez como una posible nueva "cepa" del virus de Marburgo en 1976. El Comité Internacional de Taxonomía de Virus (ICTV) identifica el virus del Ébola como la especie Zaire ebolavirus, que forma parte del género Ebolavirus, familia Filoviridae, orden Mononegavirales. El nombre "virus Ébola" deriva del río Ébola -un río que al principio se pensó que estaba cerca de la zona de la República Democrática del Congo, antes llamada Zaire, donde se produjo el brote de virus Ébola Zaire en 1976- y del sufijo taxonómico virus.
En 1998, el nombre del virus se cambió a "virus Ébola Zaire" y en 2002 a especie Zaire ebolavirus. Sin embargo, la mayoría de los artículos científicos siguieron refiriéndose al "virus Ébola" o utilizaron los términos "virus Ébola" y "Zaire ebolavirus" en paralelo. En consecuencia, en 2010, un grupo de investigadores recomendó que se adoptara el nombre "virus Ébola" para una subclasificación dentro de la especie Zaire ebolavirus, con la correspondiente abreviatura EBOV. Las abreviaturas anteriores del virus eran EBOV-Z (por "Ébola virus Zaire") y ZEBOV (por "virus del Ébola Zaire" o "Ebolavirus Zaire"). En 2011, el ICTV rechazó explícitamente una propuesta (2010.010bV) para reconocer este nombre, ya que el ICTV no designa nombres para subtipos, variantes, cepas u otras agrupaciones a nivel de subespecie. En la actualidad, el ICTV no reconoce oficialmente el "virus del Ébola" como un rango taxonómico, sino que sigue utilizando y recomendando únicamente la designación de especie Ebolavirus Zaire . El prototipo del virus del Ébola, la variante Mayinga (EBOV/May), recibió su nombre de Mayinga N'Seka, una enfermera que murió durante el brote de 1976 en Zaire.
El nombre Ebolavirus Zaire deriva de Zaire y del sufijo taxonómico ebolavirus (que denota una especie de ebolavirus y hace referencia al río Ébola). Según las normas de denominación de taxones establecidas por el Comité Internacional de Taxonomía de Virus (ICTV), el nombre Ebolavirus Zaire  debe ir siempre en mayúsculas, en cursiva y precedido de la palabra "especie". Los nombres de sus miembros (Ebolavirus Zaire) deben ir en mayúsculas, sin cursiva y sin artículos.

## Criterios de inclusión del virus
Un virus del género Ebolavirus es miembro de la especie Ebolavirus Zaire  si:
- es endémica en la República Democrática del Congo, Gabón o la República del Congo
- tiene un genoma con dos o tres solapamientos de genes (VP35/VP40, GP/VP30, VP24/L)
- tiene una secuencia genómica que difiere del virus tipo EBOV/May en menos del 30%

## Evolución
El Ebolavirus Zaire divergió de sus antepasados entre 1960 y 1976. La diversidad genética del ebolavirus se mantuvo constante antes de 1900. Después, en torno a la década de 1960, muy probablemente debido al cambio climático o a las actividades humanas, la diversidad genética del virus disminuyó rápidamente y la mayoría de los linajes se extinguieron. A medida que disminuye el número de huéspedes susceptibles, también lo hace el tamaño efectivo de la población y su diversidad genética. Este efecto de cuello de botella genético tiene implicaciones para la capacidad de la especie de causar la enfermedad por el virus del Ébola en huéspedes humanos.
Es probable que entre 1996 y 2001 se produjera un evento de recombinación entre linajes del ebolavirus del Zaire en simios salvajes que dio lugar a virus progenitores recombinantes. Estos virus recombinantes parecen haber sido responsables de una serie de brotes entre humanos en África Central en 2001-2003.
El Ebolavirus Zaire - variante Makona causó el brote de África Occidental de 2014. El brote se caracterizó por el caso más largo de transmisión de persona a persona de la especie vírica. En ese momento se observaron presiones para adaptarse al huésped humano, sin embargo, no se observaron cambios fenotípicos en el virus (como aumento de la transmisión, aumento de la evasión inmunitaria por parte del virus).

## Literatura
- La novela negra de 2008 de Alex Kava, Exposed, se centra en el virus como arma preferida de un asesino en serie.[61]
- Ébola, : A Documentary Novel of Its First Explosion, de William Close, 1995, y Ebola: Through the Eyes of the People, de 2002, se centraron en las reacciones individuales al brote de ébola de 1976 en Zaire.[62][63]
- The Hot Zone: A Terrifying True Story: Libro superventas de 1994 de Richard Preston sobre el virus del Ébola y otros virus afines, que incluye un relato del brote de un virus del Ébola en primates alojados en un centro de cuarentena de Reston, Virginia (EE.UU.).[64]
- La novela de Tom Clancy de 1996, Órdenes Ejecutivas, implica un ataque terrorista de Oriente Medio contra los Estados Unidos utilizando una forma aerotransportada de un virus mortal del Ébola llamado "Ébola Mayinga".[65][66]